# Inline-Alpin-Junioreneuropameisterschaft 2011
Die 6. Inline-Alpin-Junioreneuropameisterschaft 2011 (Juniors European Championship) wurde am 9. Juli 2011 im deutschen Tuttlingen im Bundesland Baden-Württemberg ausgetragen. Die Veranstaltung fand im Rahmen des Weltcups statt. Veranstalter war die World Inline Alpine Committee (WIAC) und Ausrichter waren der TG Tuttlingen und Deutscher Rollsport und Inline-Verband (DRIV).

## Teilnehmer
| Europa (7 Länder)                               | Europa (7 Länder)                 |
| ----------------------------------------------- | --------------------------------- |
| - Deutschland - Italien - Lettland - Österreich | - Schweiz - Slowakei - Tschechien |

## Streckendaten
Die Wettbewerbe der Herren und Damen wurde in der Freiburgstrasse in Tuttlingen (Koordinaten: 47° 58′ 44,8″ N, 8° 48′ 53,1″ O) ausgetragen. Rennleiter war R. Vorwalder und Chef Torrichter war J. Stäudinger.
|                    | Slalom             |
| ------------------ | ------------------ |
| Startzeit 1. Lauf  | 10:15 Uhr          |
| Startzeit 2. Lauf  | 13:45 Uhr          |
| Streckenlänge      | 312 m              |
| Kurssetzer 1. Lauf | R. Börsig (GER)    |
| Kurssetzer 2. Lauf | M. Brandtner (CZE) |
| Tore 1. Lauf       | 47                 |
| Tore 2. Lauf       | 47                 |

## Medaillenspiegel

### Nationen
| Platz | Land        | Gold | Silber | Bronze | Gesamt |
| ----- | ----------- | ---- | ------ | ------ | ------ |
| 1     | Deutschland | 2    | 2      | 2      | 6      |

### Sportler
| Platz | Sportler(in)       | Land | Gold | Silber | Bronze | Gesamt |
| ----- | ------------------ | ---- | ---- | ------ | ------ | ------ |
| 1     | Moritz Doms        | GER  | 1    | 0      | 0      | 1      |
|       | Magdalena Gruber   | GER  | 1    | 0      | 0      | 1      |
| 3     | Lukas Bleicher     | GER  | 0    | 1      | 0      | 1      |
|       | Katharina Hoffmann | GER  | 0    | 1      | 0      | 1      |
| 5     | Sven Ortel         | GER  | 0    | 0      | 1      | 1      |
|       | Maren Motz         | GER  | 0    | 0      | 1      | 1      |

## Ergebnis Herren
| Platz | Name                  | Land | Zeit 1. | Zeit 2. | Gesamt    |
| ----- | --------------------- | ---- | ------- | ------- | --------- |
| 01    | Moritz Doms           | GER  | 31,22 s | 31,57 s | 1:02,79 h |
| 02    | Lukas Bleicher        | GER  | 31,80 s | 32,17 s | 1:03,97 h |
| 03    | Sven Ortel            | GER  | 32,21 s | 33,20 s | 1:05,41 h |
| 04    | Simon Schachtner      | GER  | 32,95 s | 33,34 s | 1:06,29 h |
| 05    | Dominicus Wiedenmayer | GER  | 33,21 s | 33,83 s | 1:07,04 h |
| 06    | Jonas Börsig          | GER  | 32,72 s | 34,35 s | 1:07,07 h |
| 07    | Simon Haseneder       | GER  | 33,81 s | 34,27 s | 1:08,08 h |
| 08    | Johannes Bosch        | GER  | 34,03 s | 35,17 s | 1:09,20 h |
| 09    | Simon Jantsch         | GER  | 34,98 s | 35,35 s | 1:10,33 h |
| 10    | Amir Abo Shawish      | GER  | 35,35 s | 35,48 s | 1:10,83 h |

Von 51 gemeldeten Läuferin kamen 43 in die Wertung.
- Nicht gestartet im ersten Lauf (4):

Mattia Loro (ITA), Lars Henkel (GER), Pasca Müller (GER), Mario Domini (GER)
- Disqualifiziert im ersten Lauf (1):

Michael Sandel (GER)
- Nicht gestartet im zweiten Lauf (1):

Klavs Vorslavs (LAT)
- Disqualifiziert im zweiten Lauf (2):

Karl Konstantin Schmidt (GER), Florian Haufele (GER)

## Ergebnis Damen
| Platz | Name                | Land | Zeit 1. | Zeit 2. | Gesamt    |
| ----- | ------------------- | ---- | ------- | ------- | --------- |
| 01    | Magdalena Gruber    | GER  | 33,08 s | 34,81 s | 1:07,89 h |
| 02    | Katharina Hoffmann  | GER  | 33,09 s | 34,93 s | 1:08,02 h |
| 03    | Maren Motz          | GER  | 33,83 s | 35,35 s | 1:09,18 h |
| 04    | Corinna Schmidt     | GER  | 34,54 s | 35,54 s | 1:10,08 h |
| 05    | Alexandra Vogl      | GER  | 35,03 s | 35,75 s | 1:10,78 h |
| 06    | Carina Rapp         | GER  | 34,78 s | 36,07 s | 1:10,85 h |
| 07    | Franziska Ries      | GER  | 32,41 s | 39,49 s | 1:11,90 h |
| 08    | Michelle Buchholzer | AUT  | 36,32 s | 36,18 s | 1:12,50 h |
| 09    | Ulrike Bertsch      | GER  | 35,64 s | 37,29 s | 1:12,93 h |
| 10    | Nina Heinrich       | GER  | 35,77 s | 37,20 s | 1:12,97 h |

Von 79 gemeldeten Läuferin kamen 67 in die Wertung.
- Nicht gestartet im ersten Lauf (5):

Sigita Lapina (LAT), Andrea Vill (ITA), Elena Dangel (GER), Brenda Odermatt (SUI), Francesca Pizio (ITA)
- Disqualifiziert im ersten Lauf (1):

Francesca Pizio (ITA)
- Nicht gestartet im zweiten Lauf (4):

Julia Schleger (GER), Liva Olina (LAT), Anna-Sophie Lehmann (GER), Pia Loch (GER)
- Disqualifiziert im zweiten Lauf (2):

Lisa Fritz (GER), Kerstin Fitzke (GER)